# 燕市旧浄水場配水塔

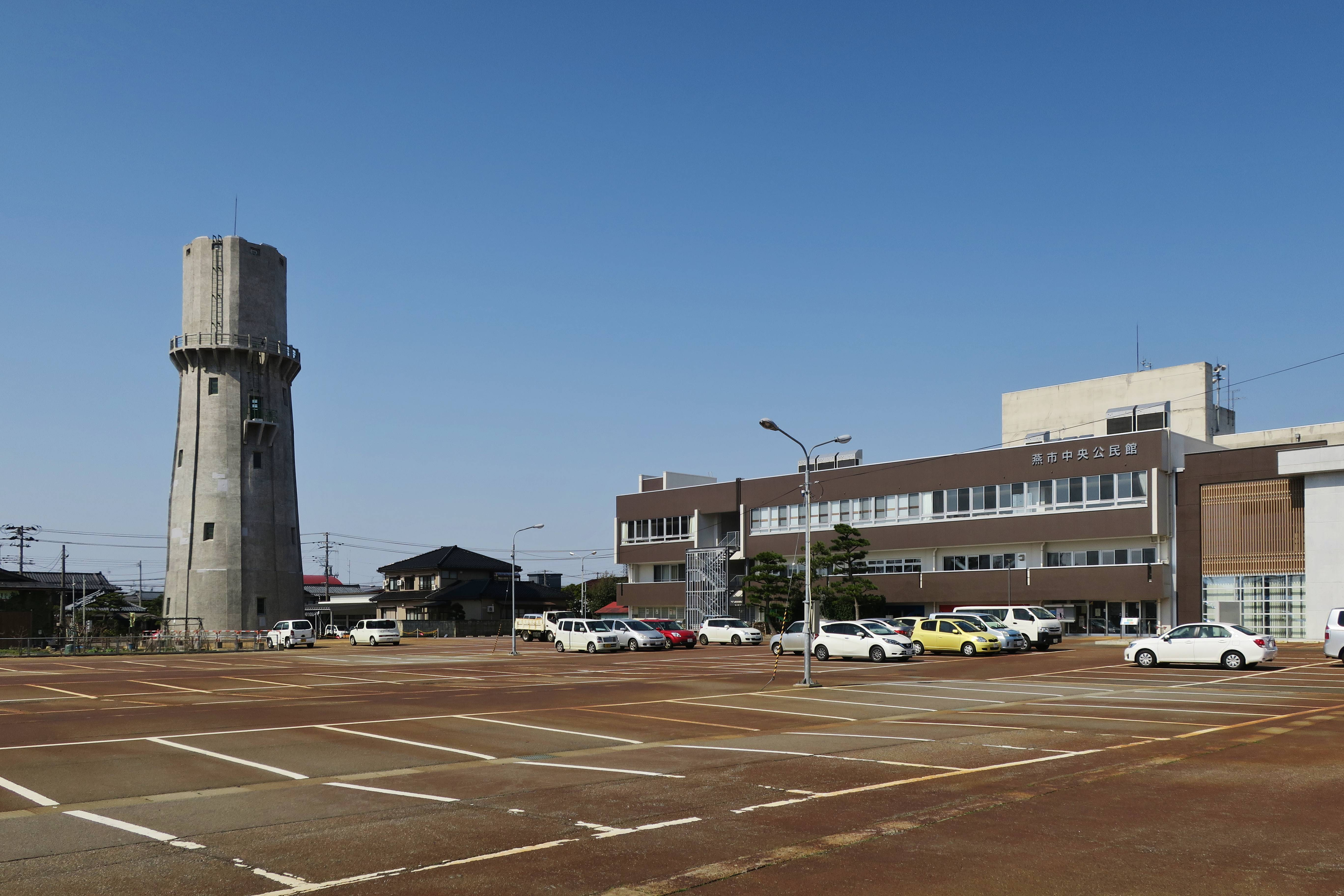
燕市旧浄水場配水塔（左）と中央公民館（右）

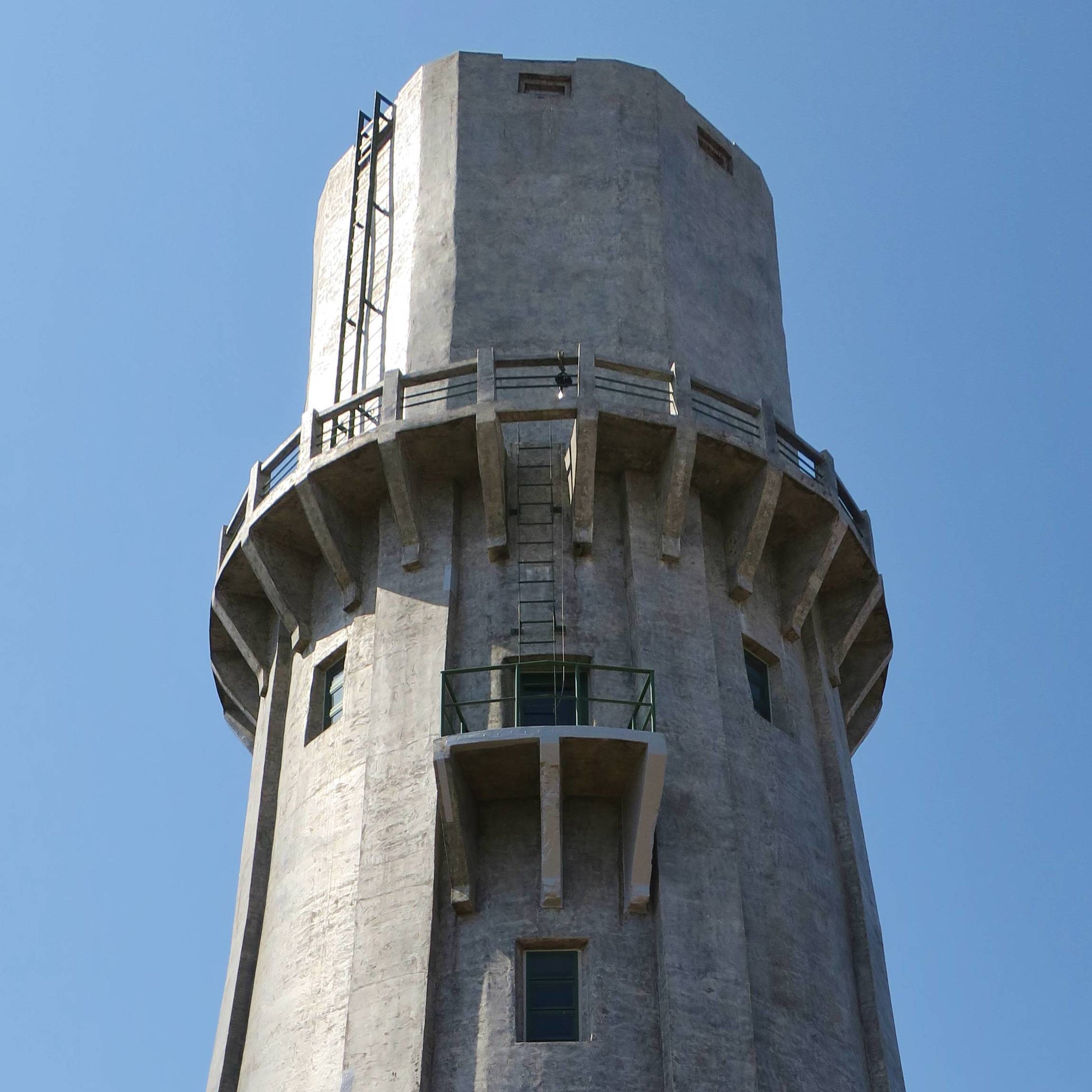
4層目から水槽へと登る梯子

燕市旧浄水場配水塔（つばめし きゅうじょうすいじょう はいすいとう）は、新潟県燕市にある塔。かつて浄水場の配水塔（給水塔）として用いられた建造物で、市民からは水道の塔と呼ばれ、市のシンボルとして親しまれている。国の登録有形文化財（建造物）、日本の近代土木遺産 現存する重要な土木構造物2000選（土木学会、現・日本の近代土木遺産（改訂版） 現存する重要な土木構造物2800選）。

## 歴史
本配水塔は、1938年（昭和13年）11月28日に通水を開始した浄水場に設置されたもので、完成は1941年（昭和16年）のことである（当時・西蒲原郡燕町）。高さ31メートル、直径10メートルの鉄筋コンクリート構造で、上部に八角形の水槽を持つ（容量206立方メートル）。支持台は8方に柱を伸ばした円錐台形をしており、内部は上下方向で4層に分かれている。設計は西出辰次郎で、配水塔の設計としては本作が初となる。外観的特徴や水槽容量の類似から、大分県中津市にあった配水塔（1929年（昭和4年）完成）をモデルにしたものと考えられている。この大分県の配水塔も兵庫県尼崎市にあった配水塔（1918年（大正7年）建設）をモデルにしたとされ、これら3つの配水塔は「三兄弟」であるとされる。この中で本配水塔だけが支持台に外壁を設けているが（他は骨組みのみ）、これは雪国という当地ならではの事情を考慮したものとされる。
本配水塔は1969年（昭和44年）にその役目を終えた。浄水場は道金地籍へと移転したが、本配水塔だけはそのまま残された。2011年（平成23年）度以降、老朽化した本配水塔の改修工事を実施。耐震補強のほか、外壁の剥離防止、はびこるツタの除去が行われた。そして2013年（平成25年）6月21日付けで、「国土の歴史的景観に寄与しているもの」（引用）として国の登録有形文化財に登録された。

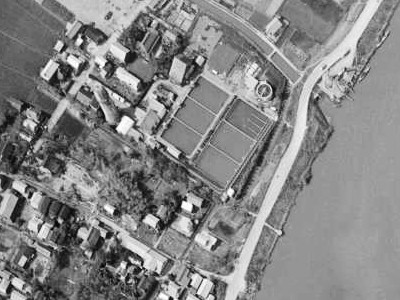
浄水場があった当時の様子（1962年、国土地理院撮影）
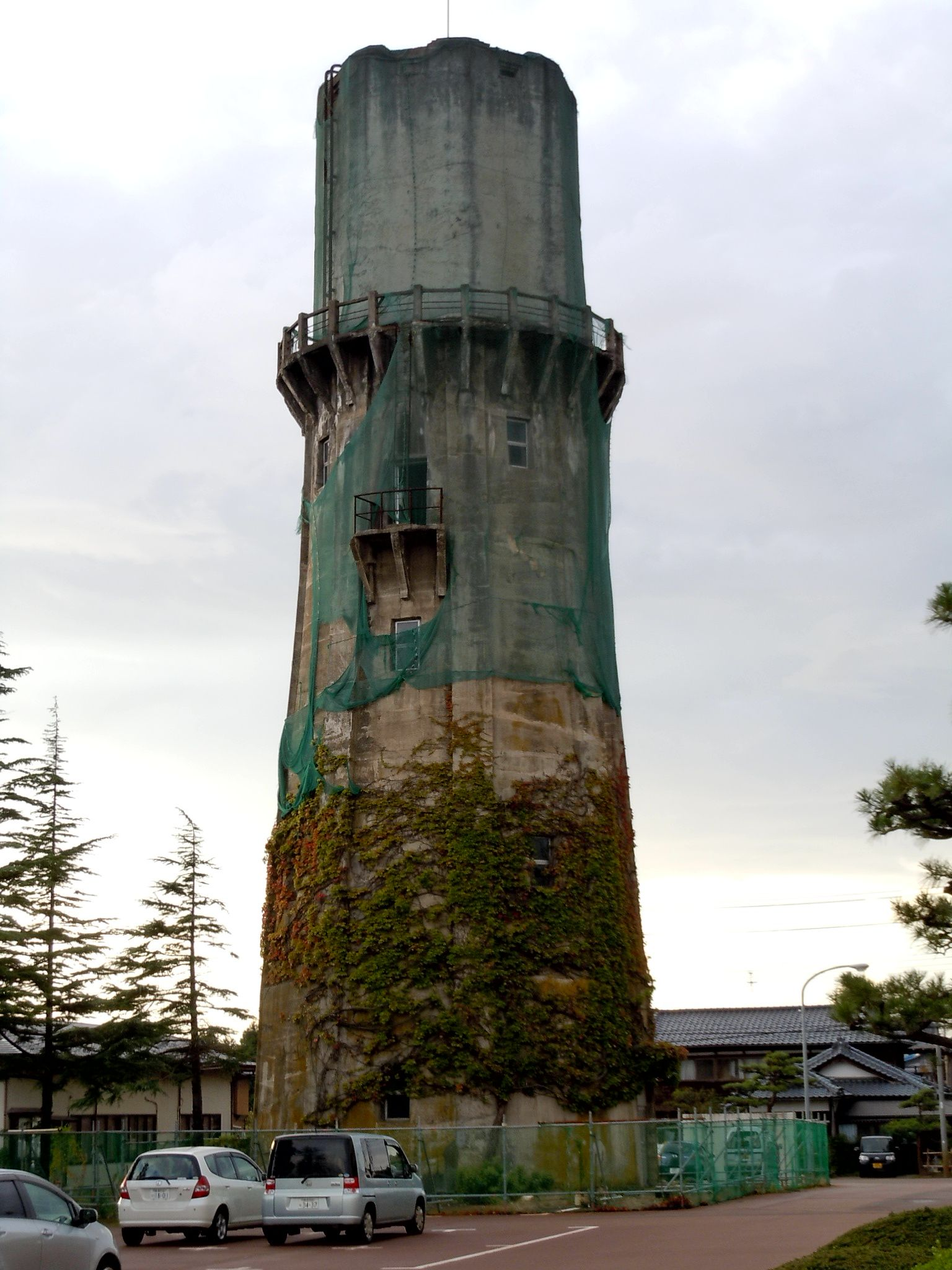
改修直前 （2010年撮影）

## 研究
現代における本配水塔に関する研究者としては長岡造形大学の教授・平山育男がいる。インターネット上にて無料で閲覧可能なものを2件紹介する。
- 平山育男「燕市旧浄水場敷設工事顧問西出辰次郎と配水塔の建設について」『日本建築学会計画系論文集』第80巻第707号、日本建築学会、2015年、185 - 192頁、doi:10.3130/aija.80.185、NAID 130005062848。
- 平山育男「新潟県燕市創設水道における関連資料について」『日本建築学会技術報告集』第22巻第51号、日本建築学会、2015年、789 - 793頁、doi:10.3130/aijt.22.789、NAID 130005157843。

## 交通アクセス
燕市総合文化センター（文化会館・中央公民館）駐車場内に建つ。内部の見学は予約制。
公共交通機関
- 最寄りの鉄道駅はJR弥彦線・燕駅（直線距離で約1.4 km）[10]。上越新幹線・燕三条駅も近い[11]。
- 最寄りのバス停は燕市コミュニティバス「中央公民館前」バス停で、両駅からの路線がある[12]。

自家用自動車
- 最寄りのインターチェンジは北陸自動車道・三条燕IC。新潟県道18号燕地蔵堂線沿い[11]。
- 277台が駐車可能な駐車場がある[8]。

## 燕市旧浄水場配水塔に関する作品
- ご当地かるた「つばめっ子かるた」 - 原画は新潟県新潟市出身の絵本作家・黒井健。「ゆ」の絵札（取り札）に、一匹の犬が夕日を浴びる水道塔を見上げる姿が描かれている[13]。
- 「水道塔の詩（うた）」 - 地元の老舗洋菓子店・飴屋本舗が考案・製造した土産菓子[4]。